# Dans på våra gator
Dans på våra gator är ett studioalbum av Jan Hammarlund, utgivet 1988 på skivbolaget Eagle (skivnummer ELP 001, ECD 011).

## Låtlista
A
1. "Tillbaka igen" – 4:10
2. "Mina händer" – 4:30
3. "Jag vill leva i Europa" (mix) – 6:05
4. "Stilla gryningsregn" – 3:55

B
1. "Dans på våra gator" – 3:35
2. "Vinterblås" – 3:25
3. "Pengar" – 2:20
4. "Fågel Fenix" – 3:35 (Mikael Wiehe)
5. "Alfonsina och havet" – 5:50

## Medverkande
- Barbro Fridén - pianoarrangemang
- Bernt Andersson - munspel
- Björn Hellström - sopransaxofon
- Christian Veltman - bas, keyboards, akgitarr
- Jan Hammarlund - sång, gitarr, charango, synt
- Kjell Bygdén - accordeon
- Lasse Zackrisson - dragspel
- Torbjörn Langborn - piano
- Yasmin Norrek - violin

### Fotnoter
1. ↑  ”Dans på våra gator”. Progg.se. Arkiverad från originalet den 22 augusti 2010. https://web.archive.org/web/20100822170908/http://www.progg.se/band.asp?ID=17&skiva=17. Läst 1 september 2012.